# José Miguel Battle Sr.
Jose Miguel Battle Sr. (14 de septiembre de 1929 - 4 de agosto de 2007) fue un policía y exiliado cubano que sirvió en la fracasada invasión de Bahía de Cochinos para derrocar al régimen comunista cubano en 1961. Más tarde se convirtió en el líder nominal y fundador de "La Corporación", también conocida como la "Mafia cubana", e invirtió en la industria del juego en los Estados Unidos y Perú. Fue declarado culpable de extorsión y sentenciado a 20 años de prisión.

## Primeros años de vida en Cuba
Battle nació el 14 de septiembre de 1929 en Alto Songo, en la provincia de Santiago de Cuba. Su padre era José María Batlle Bestard y su madre, Angela Vargas Yzaguirre; tenía cinco hermanos: Gustavo, Pedro, Sergio, Hiram y Aldo, y fue educado en Santiago de Cuba.
Battle comenzó su carrera como policía en Santiago de Cuba en 1949, y fue trasladado a La Habana a principios de la década de 1950. Había sido policía antivicio, manejando casos relacionados con el juego ilegal, el alcohol, las drogas y el crimen organizado. Se convirtió en masón en Cuba. Emigró a los Estados Unidos en diciembre de 1959.

## Invasión de Bahía de Cochinos
Battle colaboró con la CIA a principios de la década de 1960 en el entrenamiento de exiliados cubanos y sirvió como soldado en el intento de la invasión de Bahía de Cochinos en abril de 1961. El resultado de la invasión fue desastroso después de que el presidente John F. Kennedy retiró el apoyo aéreo estadounidense solo cinco minutos antes de que los cubanos armados llegaran a suelo cubano. José, junto con los otros soldados expatriados sobrevivientes, fue capturado después de tres días de ardua batalla y encarcelado durante casi dos años en una prisión cubana.

## Carrera criminal
Después de ser liberado de lo que muchos vieron como resultado de una traición de JFK, Battle se estableció en Union City (Nueva Jersey), y comenzó a establecerse como líder de una familia de criminales cubanoamericanos involucrados en actividades del crimen organizado de usurería, apuestas, narcotráfico y asesinatos. Battle estableció buenas relaciones de trabajo con la mafia italoestadounidense en el área de la ciudad de Nueva York, pero en otras ocasiones se sabe que la Corporación tuvo violentas guerras territoriales con varias familias de la mafia italiana. Hizo la mayor parte de su riqueza de una lotería ilegal conocida como "bolita", que era popular entre los expatriados italianos, cubanos y puertorriqueños. Se estima que su organización estaba ganando hasta $ 45 millones al año en la década de 1970 en Nueva Jersey, Nueva York y Florida. La reputación de Battles era tal que era conocido entre la comunidad cubanoamericana como El Padrino.
Battle fue arrestado en 1977 y condenado a 30 años de prisión en relación con la muerte de Ernestico Torres, un presunto asesino a sueldo de la organización de Battle. Un tribunal de apelaciones revocó la condena, pero Battle luego se declaró culpable de conspiración de asesinato a cambio de una sentencia de tiempo cumplida: dos años.
En la década de 1980, Battle había construido un imperio del crimen y comenzó a invertir mucho en negocios legítimos en toda el área de Nueva York. En el área de Spanish Harlem, Battle tenía a los hermanos Pancho, Enrique y Henry, quienes le manejaban todos los juegos de bolita en la parte alta de la ciudad. Los hermanos Torres pusieron al yerno de Pancho Torres, José Castro, y su hijo Kiko Jr. para dirigir las operaciones de bolita en las secciones de Harlem y South Bronx.
A fines de la década de 1980, un Comité sobre Crimen Organizado, instituido por del Presidente Ronald Reagan, investigó a la Corporación y estimó su membresía, directa o libremente asociada, en 2,500 miembros. Poco después, Battle se expandió a Miami, Florida, donde había una gran población de inmigrantes cubanos y comenzó a operar su imperio de la costa este desde el área de Little Havana de la ciudad. En 1987, Battle fue catalogado como uno de los hombres más ricos del condado de Dade con un patrimonio neto de $ 175 millones.
A principios de la década de 1990, Battle huyó a Lima, Perú, donde abrió un casino en el Hotel Crillón. Finalmente regresó a su rancho de $ 1,5 millones en Florida. La Corporación estaba ganando cientos de millones de juegos de azar, chantaje, lotería ilegal y usura, y operaba en los Estados Unidos, Centro y Sudamérica, Caribe y Europa.

## Arresto, condena y muerte
En 2004, Battle Sr, su hijo Jr. y otros 21 miembros y asociados de su organización fueron arrestados y acusados de cinco asesinatos, cuatro ataques incendiarios que resultaron en ocho muertes, la recaudación de más de $ 1,5 mil millones con el tráfico de drogas, apuestas y juego ilegal. De los 21, cuatro fueron arrestados en las áreas de Nueva York y Union City, Nueva Jersey. Uno estaba en Puerto Rico y otro en España; el resto estaba en el área de Miami, incluido el hijo de Battle. Fue alojado en el Centro Correccional Metropolitano (MCC) en Miami por más cargos de extorsión. Battle Jr. y el asociado Julio Acuña intentaron apelar la decisión, pero fracasaron, con Battle Jr. sentenciado a más de 15 años en una prisión federal y con la orden de pagar una multa de $ 642 millones y Acuña condenado a cadena perpetua y un juicio de $ 1,4 mil millones.
El 6 de mayo de 2006, Battle se declaró culpable de los cargos de crimen organizado debido a su salud. El 15 de enero de 2007, fue sentenciado a 20 años de prisión. El 6 de agosto de 2007 murió de varias dolencias en Carolina del Sur mientras estaba en Custodia Federal en espera de ser transferido a otra prisión. Tenía 77 años.

## Legado
En abril de 2016, Paramount Pictures y The Picture Company anunciaron el desarrollo de una película biográfica basada en el libro de T.J. English The English Corporation, con el actor Benicio del Toro indicado para interpretar el personaje de Battle Sr. En 2019, algunas fuentes aseguraron que el proyecto de la película seguía avanzando.